# 미야바

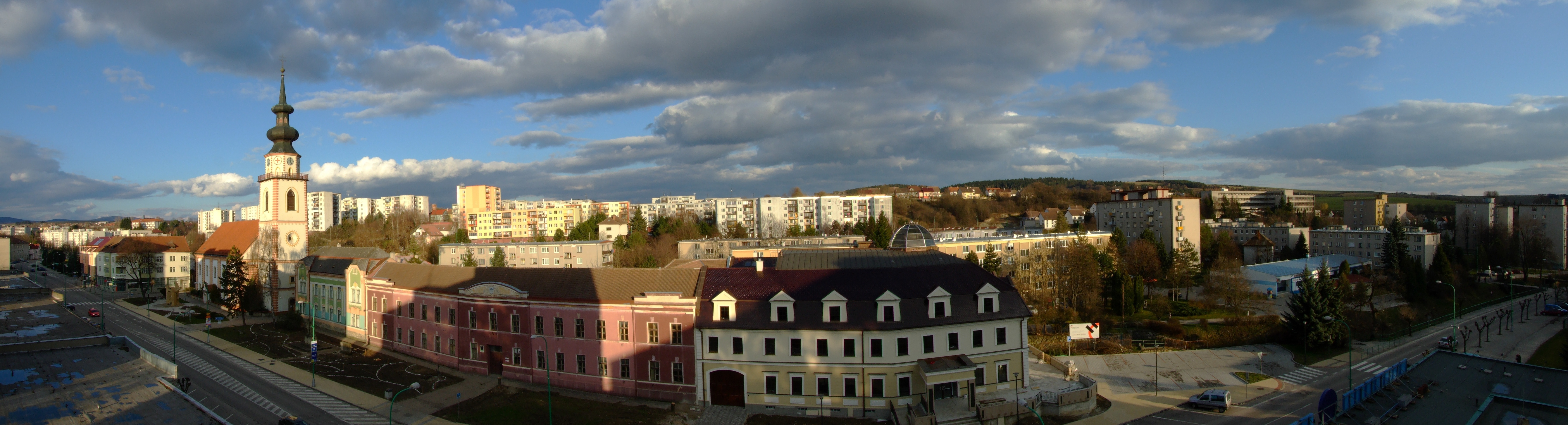
미야바 시가지

미야바(슬로바키아어: Myjava)는 슬로바키아 트렌친 주에 위치한 도시로 면적은 48.54km2, 높이는 325m, 인구는 12,042명(2014년 기준), 인구 밀도는 248명/km2이다. 체코 국경에서 10km, 스칼리차에서 35km, 브라티슬라바에서 100km 정도 떨어진 곳에 위치한다.

시 문장